# 塚川義行
塚川 義行（つかがわ よしゆき、男性、生年不明(1950年前後？) - 2011年12月21日）は、日本の空手家および空手道場経営者（士道館関西本部、楠誠会館）、また元実業家。

## 来歴
幼少期より書道を学び、1974年には全国書道展にて文部大臣賞を受賞。大学卒業後に居合道を修めたあと、27歳で極真会館兵庫県支部中村道場の内弟子となる。黒帯を取得するものの、のち中村師範とは袂をわかち、士道館に移籍。1980年頃に兵庫県尼崎市園田のボウリング場跡に士道館関西本部を設立。極真ルールを指導する他に、後年にはスーパーセーフ着用の格闘空手の試合にも選手を出していた。関西各地のフルコンタクト空手流派と積極的に交流。弟子には、極真ワールドカップ・ハンガリー大会軽量級で優勝した宮野孝裕や勇誠会の酒谷敏生、士道館USAの森田剛全などがいる。塚川本人も40歳を過ぎてから士道館全日本大会(1990年)に出場し、村上竜司らと優勝を争い、準優勝（以後準優勝計三回）。園田の道場では空手の他に習字も教えていた。1990年代初頭に白蓮会館の杉原正康とともに要人警護のためのセキュリティ会社を立ち上げたが、これは経営的にはうまくいかなったようだ。関西本部を離れて以来、1993年には大阪市内にムエタイなにわジム、次いで楠誠会館という空手、キックボクシング、居合道、書道からなる総合武道場を設立し、居合道水心流の宗家としては塚川酔石を名乗っていた。2011年12月に病死。その一年前には酒谷氏ら元弟子たちによって、塚川氏の武道師範歴30周年を祝う記念興行が行われた。